# Валебона (Витербо)
Валебона је насеље у Италији у округу Витербо, региону Лацио.
Према процени из 2011. у насељу је живело 100 становника. Насеље се налази на надморској висини од 181 м.